# Блюм, Эдуард Фридрихович
Эдуард Фридрихович Блюм (1824 — после 1871) — российский военный топограф.
Штабс-капитан, военный топограф, Сын часовщика. С 1844 года учился в топографическом училище; ещё в период обучения участвовал в съёмке окрестностей Санкт-Петербурга (1850—1853). По окончании училища 14 марта 1854 года был выпущен прапорщиком. В 1854—1855 годах слушал курс лекций в Пулковской обсерватории. Спустя пять лет, 2 апреля 1859 года, он был произведён в подпоручики; с 17 апреля 1862 года — поручик. В штабс-капитаны он был произведён 30 августа 1864 года, в капитаны — 30 августа 1867 года.
С 1856 по 1870 году участвовал в проведении триангуляции Северного Кавказа. Под его руководством производились работы от Ставрополя до Каспийского моря и в Кубанской области. На территории Кумо-Манычской низменности, кроме топографических работ, в ходе которых была произведена точная нивелировка и определен водораздел Восточного и Западного Манычей, Блюм производил исследования геологического состава долины. В Кубанской области в 1866—1868 годах им были сняты самые непроходимые пространства Закубанья, считавшиеся до тех пор «белым пятном» в картографии Северного Кавказа. В 1870 году он был назначен на триангуляцию земель Войска Донского, после чего состоял в Военно-топографическом депо Генштаба.
Был награждён орденами Св. Владимира 4-й ст., Св. Анны 3-й ст и Св. Станислава 2-й и 3-й ст. и пожалован дворянским званием с правом занесения в 3-ю часть дворянской родословной книги. На гербе рода Блюмов среди золотых звезд изображена армиллярная сфера.